# Малик Сергій Дмитрович
Сергі́й Дми́трович Ма́лик (нар.16 грудня 1966, Київ)  — засновник і президент Київського міського автомотоклубу (КМАМК) та Міжнародного Благодійного Фонду Сергія Малика Вільний дух України, дворазовий майстер спорту СРСР, майстер спорту України, чемпіон України з кільцевих перегонів, кандидат психологічних наук, володар 41 національного та світового рекорду у авто/мотоспорті та повітроплаванні.

## Освіта
Закінчив факультет "Автоматизація систем управління військами" Київського вищого військового двічі Червонопрапорного інженерного училища зв'язку імені М.І.Калініна (1984—1989) та Львівський державний університет фізичної культури (2006—2007). Кандидат психологічних наук, дисертація "Особливості взаємодії образних та вербальних чинників у детермінації психічної активності суб'єкта" (2005).

## Біографія
Народився 16 грудня 1966 року в Києві. Батько — Малик Дмитро Петрович, лікар. Мати — Малик Надія Федосіївна, економіст. У старших класах школи вирішив будувати кар'єру військового, тому 1984 року вступив до Київського вищого військового двічі Червонопрапорного інженерного училища зв'язку імені М.І.Калініна на факультет "Автоматизація систем управління військами". Після закінчення училища у званні лейтенанта з 1989 року по 1990 рік проходив службу у Військово-повітряних силах СРСР. У 1993 році розпочав професійно займатися автоспортом.
Захоплення спортивними автомобілями, властиві лідерські якості характеру та мета вивести український автоспорт на якісно новий рівень, щоб кожний українець мав нагоду побачити яскраві спортивні змагання, обумовили створення громадської організації «Київський Міський АвтоМотоКлуб» (КМАМК), яка розпочала свою діяльність 1 серпня 1996 року. Відтоді Сергій Малик є беззмінним президентом клубу. За роки існування Команда КМАМК, під керівництвом Сергія Малика, провела понад 500 різнопланових авто/мотоспортивних змагань і близько 700 громадських заходів.
18 вересня 2004 року Сергій Малик на спортивному автомобілі «Естонія 25» класу «Формула—1600» встановив рекорд України, заїхавши на гору Ай-Петрі, м.Ялта, Україна. 22 жовтня 2005 року Сергій Малик встановив ще один рекорд України "Три призових місця у всіх трьох заїздах різних класів автомобілів однієї гонки (або змагання)" — загальна довжина всіх заїздів становила 201 кілометр зі 134 кіл. За результатами автоспортивного сезону 2005 року Сергій Малик став чемпіоном України з кільцевих перегонів.
20 вересня 2006 року Сергій Малик, під час авіасалону «Авіасвіт-XXI», за кермом боліда «Формула—1600» змагався з реактивним літаком [Архівовано 5 грудня 2021 у Wayback Machine.] Л—29 «Дельфін», за штурвалом якого перебував директор полтавського конструкторського бюро з розробки гелікоптерів «Аерокоптер», військовий пілот першого класу, пілот-інструктор літаків надзвукового класу (свого часу пілотували такі всесвітньо відомі винищувачі, як МІГ-21, МІГ-23) Ігор Політучий. У трьох заїздах український спортсмен обігнав на 1200-метровій дистанції реактивний літак.
20 травня 2007 року КМАМК провів перше у світі «Ралі дипломатів» — аматорське ралі для представників іноземних дипломатичних представництв і міжнародних організацій.
У 2008 році під керівництвом Сергія Малика могла вийти на старт ралі Дакар-2008 перша національна команда «Team KrAZ Ukraine», на вітчизняному вантажному автомобілі КрАЗ, але змагання не відбулись, через терористичну загрозу в Мавританії, де було заплановано одну з найцікавіших ділянок траси.
Поєднуючи досягнення в автомобільному спорті та громадській діяльності, Сергій Малик у 2005 році захистив кандидатську дисертацію за темою «Особливості взаємодії образних та вербальних чинників у детермінації психічної активності суб'єкта», а у 2007 році здобув другу вищу освіту у Львівському державному університеті фізичної культури.
У 2013 році Сергій Малик, самотужки без технічної допомоги та супроводу, протягом 13 днів проїхав на мотоциклі КТМ 950 7923 км, намагаючись тримати маршрут вздовж кордону України. Тим самим встановивши рекорд мотопробігу Навколо України [Архівовано 5 грудня 2021 у Wayback Machine.], який було підтверджено Національним реєстром рекордів України [Архівовано 16 лютого 2022 у Wayback Machine.].
Сергій Малик є ідеологом та незмінним організатором таких спортивних змагань і суспільних заходів, як Клубне змагання для жінок Велике жіноче ралі, яке щорічно відбувається у центрі столиці на 8 березня; Кубок Києва з картингу, Кубок Києва зі слалому, Ралі інвалідів «Каштани Київщини», Ралі журналістів, Ралі Столиця, Ралі чемпіонів та Фестиваль субкультур. Починаючи з 2020 року, Сергій Малик став Промоутером Чемпіонату України зі слалому та Джимхани, а також Національної серії зі слалому United Slalom and Gymkhana Series. За першість у своїх класах тут можуть позмагатись як початківці, так і профі у автоспорті, і це не тільки чоловіки, а й дівчата та підлітки.
Сергій Малик — організатор акції "Пам'ятний знак Конотопської битви [Архівовано 5 грудня 2021 у Wayback Machine.] — в містах України" (2015 рік).
З ініціативи та за безпосередньої участі Сергія Малика виготовлено й встановлено на території України п'ять пам'ятних знаків:
- на Замковій горі в м. Новгород-Сіверський, яка входить до історико-культурного музею-заповідника «Слово о полку Ігоревім»;
- у Полтаві, біля жіночого монастиря, на місці штабу Карла XII - з нагоди 300-річчя Полтавської битви. Пам’ятний кам’яний хрест має напис: «Вічна пам'ять воїнам, що поклали життя за віру і Батьківщину» (2009 рік);
- біля Свято-Іллінської церкви у Чорнобилі, на честь 24-ї річниці Чорнобильської катастрофи (2010 рік);
- на місці старту автомобільних змагань Гран-Прі Львова, які проходили в 30-х роках XX століття (2012 рік);
- в місті Конотоп, Сумської області, з нагоди відзначення 356-ї річниці Конотопської битви (2015 рік).

2016 року в селі Ділове, Рахівського району Закарпатської області — географічному центрі Європи — взято 5 каменів, на які нанесено написи «Україна — це Європа» українською, норвезькою, португальською, іспанською, французькою, італійською та англійською мовами, освячені святими отцями у далекий шлях. Ці камені встановлено в крайніх географічних точках Європейського континенту під час мотопробігу Україна — це Європа. З кожної крайньої точки Європи, назад до України, повернулася частинка того краю — по такому ж самому каменю, з яких вже у майбутньому буде складено пам’ятний знак. П’ять каменів, які було взяти з п’яти крайніх точок Європи, поєднаються у енергетичну брилу — пам'ятку українського вільного духу та волі.
За час проведення антитерористичної операції на Сході України Сергій Малик, разом з Командою КМАМК, взяв на себе роль волонтера [Архівовано 5 грудня 2021 у Wayback Machine.]. Під його керівництвом і за безпосередньої участі організовано збір та доставку медикаментів, продуктів харчування та інших необхідних речей для учасників АТО, дітей-сиріт та дітей, позбавлених батьківської опіки, що мешкають у закладах освіти прифронтових районів Донецької області.
У 2017 році на міжнародному фестивалі швидкості Bonneville Speed Week [Архівовано 17 серпня 2021 у Wayback Machine.] на соляному озері Бонневіль у США (штат Юта) Сергій Малик встановив світовий рекорд швидкості [Архівовано 5 грудня 2021 у Wayback Machine.] на мотоциклі КМЗ Дніпро МТ. Він виявився найшвидшим у класі 650 М-PBG, показавши максимальну швидкість 73,041 миль на годину (116,86 км/год). Попередній рекорд у цьому класі — 51,41 миль на годину (82,74 км/год) — був становлений на мотоциклі Harley-Davidson у 2007 році та протягом 10 років був непереможним.
Під час 70-го ювілейного тижня швидкості Bonneville Speed Week у 2018 році Сергій Малик встановив ще один рекорд на спеціально підготовленому електричному мотоциклі Dnepr Electric, досягнувши швидкості 103,995 миль на годину (167,36 км/год).
26 вересня 2020 року в Гостомелі на території аеродрому АНТК «Антонов» Сергій Малик встановив рекорд швидкості [Архівовано 5 грудня 2021 у Wayback Machine.] на вітчизняному електричному мотоциклі "The Spirit of Ukraine". Його результат — 201 км/год — потрапив до Книги рекордів України.
12 серпня 2021 року на фестивалі Bonneville Speed Week на озері Бонневіль Сергій Малик встановив свій 40-й рекорд швидкості на модернізованому електричному мотоциклі Dnepr Electric у класі «A» Omega — 107,217 миль на годину (172,55 км/год). Тим самим український спортсмен побив свій власний рекорд 2018 року. 
14 січня 2022 року команда КМАМК фінішувала в ралі-рейді Dakar 2022. Екіпаж у складі Сергія Малика, Любомира Шумакова та Сергія Мартовенка в групі вантажних машин H1T посів 11 місце та 77 місце в заліку Dakar Classic. Ралі-рейд Dakar-2022 проходив у Саудівській Аравії з 1 по 14 січня 2022 року. Український екіпаж взяв участь у змаганні на автомобілі Renault Kerax D-50 4x4 (об'єм двигуна - 12,8 л., потужність - близько 700 к.с.). Бортовий номер екіпажу КМАМК на ралі Дакар [Архівовано 15 січня 2022 у Wayback Machine.] – 913.  
31 січня—2 лютого 2022 року команда КМАМК у складі Сергія Малика, Геннадія Вільгоцького та Сергія Мартовенка фінішувала у міжнародному історичному ралі Rallye Monte-Carlo Classique [Архівовано 7 лютого 2022 у Wayback Machine.]. Українці взяли участь у перегонах на автомобілі українського виробництва ЗАЗ – 965. Бортовий номер екіпажу КМАМК на ралі Монте-Карло – 406. За результатами замагання команда КМАМК отримала особливу відзнаку від Автомобільного клубу Монако.   
Після початку нового військового вторгнення Росії в Україну 24 лютого 2022 року Сергій Малик заснував гуманітарний проект "Карети швидкої для України".   
В жовтні 2022 року Сергій Малик заснував та очолив Міжнародний Благодійний Фонд Сергія Малика "Вільний дух України".   
13 липня 2024 року Сергія Малика нагороджено відзнакою Почесний громадянин міста Конотоп.    

## Досягнення
- Чемпіон України з кільцевих перегонів 2005 року;
- Рекорд України «1221 метр — найбільша висота над рівнем моря, на яку заїхав болід класу "Формула"»;
- Рекорд України "46 хвилин 57 секунд — найшвидший заїзд на гору Ай-Петрі"[8];
- Рекорд України "200 км/год — найбільша досягнута швидкість під час заїзду на гору Ай-Петрі";
- Рекорд України "Три призових місця у всіх трьох заїздах різних класів автомобілів однієї гонки (або змагання)"[9];
- Перший рекорд України на повітряній кулі на дальність польоту;
- Рекорд України "7923 км на мотоциклі за 13 днів вздовж кордонів України";
- Мотопробіг навколо Європи "Україна — це Європа";
- Рекорд швидкості [Архівовано 20 жовтня 2017 у Wayback Machine.] на мотоциклі "Дніпро", Bonneville Speed Week в 2017 році[10].
- Рекорд швидкості на мотоциклі "Дніпро", Bonneville Speed Week в 2018 році.
- Рекорд швидкості на електричному мотоциклі «The Spirit of Ukraine» у 2020 році[5][11].
- Рекорд швидкості на мотоциклі Dnepr Electric, Bonneville Speed Week в 2021 році[12].